# فرانسيسكو مونتيسيلو باديا
فرانسيسكو مونتيسيلو باديلا (من مواليد 17 سبتمبر 1953) هو أسقف فلبيني تابع للكنيسة الكاثوليكية، عمل في السلك الدبلوماسي للكرسي الرسولي منذ عام 1985. مثّل الكرسي الرسولي، سواءً بصفة سفير بابوي أو مندوب رسولي، لدى العديد من دول شبه الجزيرة العربية. وفي 17 أبريل 2020، عُيّن سفيرًا بابويًا لدى غواتيمالا.

## سيرته
وُلِد فرانسيسكو مونتيسيلو باديلا في 17 سبتمبر 1953 في مدينة سيبو بالفلبين، وهو العاشر من بين ثلاثة عشر شقيقًا. استعد للكهنوت في سيبو، أولاً في معهد البابا يوحنا الثالث عشر اللاهوتي الصغير ثم في معهد سان كارلوس اللاهوتي الكبير. حصل على درجاته في اللاهوت من معهد جامعة سانت توماس المركزي في مانيلا. رُسِمَ كاهنًا في 21 أكتوبر 1976 على يد الكاردينال خوليو روزاليس إي راس. ثم واصل دراسته في روما، وحصل على درجات من جامعة القديس توما الأكويني البابوية.

## مسيرته الدبلوماسية
انضم إلى الخدمة الدبلوماسية للكرسي الرسولي في الأول من مايو 1985، وقد أخذته مهامه المبكرة إلى سانتو دومينغو، وفنزويلا، والنمسا، والهند، واليابان. كان مقره في أستراليا عندما عيّنه البابا بنديكتوس السادس عشر في الأول من أبريل عام 2006 رئيسًا فخريًا لأساقفة نيبيو ومبعوثًا بابويًا إلى بابوا غينيا الجديدة وجزر سليمان. في الثالث والعشرين من مايو، حصل على تكريسه الأسقفي من الكاردينال ريكاردو جيه فيدال. في 10 نوفمبر 2011، عينه البابا بنديكتوس السادس عشر سفيرًا بابويًا في تنزانيا.
عيّنه البابا فرانسيس سفيرًا بابويًا إلى الكويت ومبعوثًا رسوليًا إلى شبه الجزيرة العربية في 5 أبريل 2016. كما عُيّن أيضًا سفيرًا بابويًا إلى البحرين والإمارات العربية المتحدة في 26 أبريل 2016. وفي 30 يوليو 2016، عُيّن سفيرًا بابويًا إلى اليمن. وفي 6 مايو 2017، عُيّن أيضًا سفيرًا بابويًا إلى قطر. في 17 أبريل 2020، تم تعيينه سفيرًا بابويًا في غواتيمالا. وهو الأخ الأصغر لرئيس الأساقفة أوزفالدو باديا، وهو أيضًا سفير بابوي.